# Robert Linhart
Pour les articles homonymes, voir Linhart.
Robert Linhart, né le 30 avril 1944 à Nice, est un homme politique, sociologue et philosophe français.  
Docteur d'État en sociologie, il a été maître de conférences au département de philosophie de l'université Paris VIII.  
Connu comme l'un des fondateurs du mouvement maoïste en France, il est l’auteur de L’Établi, publié en 1978, qui raconte son expérience comme ouvrier à la chaîne à partir de septembre 1968, dans une usine Citroën.

## Biographie

### Famille
Robert Linhart est issu d’une famille juive d'origine polonaise installée à Paris. Son père, Jacob Linhart, a quitté la Pologne avant la Seconde Guerre mondiale et a rejoint la France après quelques années passées en Italie (« chassé par la poignée de main de Mussolini à Hitler »).
Robert naît en avril 1944 à Nice (Alpes-Maritimes), peu après la rencontre à Paris de ses parents, Jacob et Masza. Le couple est alors en fuite en zone Sud et s'est réfugié dans un village au-dessus de Nice, protégé par des Justes, les Palazzi, une famille paysanne d'origine corse qui les ravitaille quand ils se cachent dans les forêts environnantes. 
Après-guerre, Jacob devient expert-comptable pour les tailleurs du Sentier : c'est donc à Paris que grandissent ses enfants, Robert et Danièle, née en 1947.

### Formation et militantisme
Ancien élève du lycée Louis-le-Grand, Robert Linhart intègre l'École normale supérieure de la rue d'Ulm (promotion 1963 Lettres).
Adhérent de l'Union des étudiants communistes (UEC) en 1964, il y anime le cercle des « ulmards », marqué par la figure tutélaire de Louis Althusser. Au premier trimestre de l'année scolaire 1964-1965, une revue voit le jour, Les Cahiers marxistes-léninistes, dont le premier numéro — ronéotypé — sort avant Noël 1964. Pro-chinois et très critique à l'égard du « révisionnisme » du PCF, Linhart est exclu de l'UEC et fonde en décembre 1966 l'Union des jeunesses communistes marxistes-léninistes, UJC(ml). Son but, exprimé dans le numéro 15 des Cahiers :

« […] mener une lutte idéologique intransigeante contre l'idéologie bourgeoise et son complice révisionniste, contre l'idéologie petite-bourgeoise, particulièrement l'idéologie pacifiste, humaniste et spiritualiste… Elle doit créer une université rouge qui pourra se mettre au service des ouvriers avancés, de tous les éléments révolutionnaires. »

Le 10 mai 1968, victime de problèmes psychiques alors que Mai 68 bat son plein, il entre en « cure de sommeil » : après s'être rendu de nuit au siège du PCF pour s'entretenir avec Waldeck Rochet, le secrétaire général de l'époque, il a tenté d'expliquer à l'ambassade de Chine populaire que Mao Zedong avait tort de soutenir les évènements de Mai.
À l'automne, l'UJC(ml) se scinde et Linhart rejoint la Gauche prolétarienne (GP), fondée à la fin de l'année par Benny Lévy. Dans le sillage du ressentiment de certains leaders étudiants contre l'échec de Mai 68, attribué aux accords de Grenelle signés en janvier 1969 par la CGT, la GP réunit sa propre « assemblée nationale ouvrière » avec des « établis » maoïstes en entreprise, pour remplacer la ligne de « construction d'une CGT de lutte de classe » du PCMLF qui se battait à l’intérieur de la CGT par celle d'un « combat contre les syndicats » pour « défendre » la création de comités de base. 
Dans le cadre du mouvement des « établis », Linhart entre en septembre 1968 comme ouvrier spécialisé dans l'usine Citroën de la porte de Choisy à Paris, et tire de cette expérience son ouvrage le plus célèbre, L'Établi, paru en 1978 aux Éditions de minuit. Il n'y détaille pas sa trajectoire, seulement cette année passée parmi des ouvriers spécialisés tout en bas de l'échelle sociale, et ses efforts pour organiser la lutte sociale face à la répression patronale.

### Après Citroën
En 1979, Linhart accompagne au Brésil Miguel Arraes, l'ancien gouverneur de l'État du Pernambouc, renversé par le coup d'État d'avril 1964, lors de son retour dans son pays natal à la faveur d'une amnistie politique. Le Sucre et la Faim est l'enquête qu'il tire de son observation des conditions de vie des travailleurs agricoles brésiliens dans les plantations de canne à sucre, où se recompose lentement un mouvement social réprimé par la dictature militaire. Robert Linhart rencontre une Brésilienne avec laquelle il a une fille. 
En février 1981, il fait une tentative de suicide en avalant une forte dose de médicaments. Sauvé par les pompiers, il entre dans une phase de mutisme familial et politique presque complet qui se prolonge durant de longues années. Il reste maître de conférences en sociologie à l'université Paris-VIII-Saint-Denis. 
En 2005, il sort de son mutisme pour publier dans le quotidien Le Monde une critique virulente d’un ancien maoïste, Jacques-Alain Miller, passé dans le camp « chiraquien ».

### Vie personnelle
Il a deux enfants avec Nicole Linhart, Virginie, née en 1966, et Pierre, en 1970.

## Publications
- Lénine, les paysans, Taylor : essai d'analyse matérialiste historique de la naissance du système productif soviétique, Paris, Le Seuil, 1976 ; rééd. 2010
- L'Établi : autobiographie de l'experience d'une année de travail a la chaine dans une usine de montage d'automobiles, Paris, Les Éditions de minuit, 1978
- Division du travail, actes du colloque tenu à Dourdan en mars 1977 par le Groupe de sociologie du travail, le Groupe lyonnais de sociologie industrielle et le Centre de recherche en sciences sociales du travail, Paris, Galilée, 1978
- Le Sucre et la Faim : enquête dans les régions sucrières du Nord-Est brésilien, Paris, Les Éditions de minuit, 1981
- Différents articles sur la question des conditions de travail (voir notamment « Syndicats et organisation du travail : un rendez-vous manqué », parue dans  la revue Sociologie et sociétés  Volume 30, numéro 2, automne 1998, p. 175–188 Le syndicalisme)[6]

### L'Établi
Ouvrage autobiographique, le livre retrace son métier d'ouvrier « établi » dans les usines Citroën de la porte de Choisy. Outre une description impitoyable du travail à la chaîne et de la « lobotomisation » des consciences, il assure un mode de réflexion fondamental sur la notion de travail salarié. Y sont décrits les dérives racistes des « petits chefs », les hommes interchangeables, la modernisation au détriment de l'accompagnement social, les humiliations subies pour le travail « bien fait » par les ouvriers de la part de technocrates sûrs de leur savoir théorique, la nébuleuse des improductifs qui commandent la production pour plaire à ce lointain qui empoche les dividendes.
Citations extraites du livre :

« Essayez donc d'oublier la lutte des classes quand vous êtes à l'usine : le patron, lui, ne l'oublie pas. »

« Quand j'avais compté mes 150 2 CV, et que ma journée d'homme-chaîne terminée je rentrais m'affaler chez moi comme une masse, je n'avais plus la force de penser grand-chose, mais au moins je donnais un contenu précis au concept de plus-value. »

- En 2018, la Compagnie du Berger monte une adaptation théâtrale de L'Établi, dans une mise en scène d’Olivier Mellor[8].
- En 2023 sort une adaptation cinématographique du livre, L'Établi, réalisée par Mathias Gokalp.

### Émission de radio
- Fabrice Drouelle, « Les Établis, des étudiants à l’usine » [audio], sur Affaires sensibles, France Inter, radiofrance.fr, 28 mai 2024.